# Gouvernement Miguel Sanz III
 Navarre
Sanz II Sanz IV
Le gouvernement Sanz III est le gouvernement de la Communauté forale de Navarre entre le 3 juillet 2003 et le 17 août 2007, sous la VIe législature du Parlement de Navarre. Il est présidé par Miguel Sanz.

## Composition

### Initiale (3 juillet 2003)
| Fonction                                                                   | Titulaire | Titulaire                         | Parti |
| -------------------------------------------------------------------------- | --------- | --------------------------------- | ----- |
| Président                                                                  |           | Miguel Sanz Sesma                 | UPN   |
| Vice-président Conseiller à l'Économie et aux Finances                     |           | Francisco José Iribarren Fentanes | UPN   |
| Conseiller à la Présidence, à la Justice et à l'Intérieur                  |           | Javier Caballero Martínez         | UPN   |
| Conseiller à l'Administration locale                                       |           | Alberto Catalán Higueras          | UPN   |
| Conseiller à l'Environnement, à l'Aménagement du territoire et au Logement |           | José Andrés Burguete Torres       | CDN   |
| Conseiller à l'Éducation                                                   |           | Luis Campoy Zueco                 | UPN   |
| Conseiller à la Culture et au Tourisme                                     |           | Juan Ramón Corpas Mauleón         | UPN   |
| Conseillère à la Santé                                                     |           | María Kutz Peironcely             | UPN   |
| Conseillère au Bien-être social, au Sport et à la Jeunesse                 |           | María Reyes Berruezo Albéniz      | Sans  |
| Conseiller aux Travaux publics, aux Transports et aux Communications       |           | José Ignacio Palacios Zuasti      | UPN   |
| Conseiller à l'Agriculture, à l'Élevage et à l'Alimentation                |           | José Javier Echarte Echarte       | CDN   |
| Conseiller à l'Industrie, à la Technologie, au Commerce et au Travail      |           | José Javier Armendáriz Quel       | UPN   |

### Remaniement du25 février 2004
- Les conseillers ayant changé d'attributions sont indiqués en italique.

| Fonction                                                                   | Titulaire | Titulaire                             | Parti |
| -------------------------------------------------------------------------- | --------- | ------------------------------------- | ----- |
| Président                                                                  |           | Miguel Sanz Sesma                     | UPN   |
| Vice-président Conseiller à l'Économie et aux Finances                     |           | Francisco José Iribarren Fentanes     | UPN   |
| Conseiller à la Présidence, à la Justice et à l'Intérieur                  |           | Javier Caballero Martínez             | UPN   |
| Conseiller à l'Administration locale                                       |           | Alberto Catalán Higueras              | UPN   |
| Conseiller à l'Environnement, à l'Aménagement du territoire et au Logement |           | José Andrés Burguete Torres           | CDN   |
| Conseiller à l'Éducation                                                   |           | Luis Campoy Zueco                     | UPN   |
| Conseiller à la Culture et au Tourisme                                     |           | Juan Ramón Corpas Mauleón             | UPN   |
| Conseillère à la Santé                                                     |           | María Kutz Peironcely                 | UPN   |
| Conseiller au Bien-être social, au Sport et à la Jeunesse                  |           | José Ignacio Palacios Zuasti          | UPN   |
| Conseiller au Bien-être social, au Sport et à la Jeunesse                  |           | María Isabel García Malo (12.06.2006) | UPN   |
| Conseiller aux Travaux publics, aux Transports et aux Communications       |           | Álvaro Miranda Simavilla              | UPN   |
| Conseiller à l'Agriculture, à l'Élevage et à l'Alimentation                |           | José Javier Echarte Echarte           | CDN   |
| Conseiller à l'Industrie, à la Technologie, au Commerce et au Travail      |           | José Javier Armendáriz Quel           | UPN   |